# Pine Bluff
Pine Bluff é uma cidade localizada no estado americano do Arkansas, no condado de Jefferson, do qual é sede. Foi incorporada em 1839.

## Geografia
De acordo com o Departamento do Censo dos Estados Unidos, a cidade tem uma área de 120,1 km², dos quais 114,4 km² estão cobertos por terra e 5,7 km² por água.

### Localidades na vizinhança
O diagrama seguinte representa as localidades num raio de 40 km ao redor de Pine Bluff.

## Demografia
Segundo o censo nacional de 2010, a sua população é de 49 083 habitantes e sua densidade populacional é de 429 hab/km².

## Marcos históricos
O Registro Nacional de Lugares Históricos lista 59 marcos históricos em Pine Bluff. O primeiro marco foi designado em 24 de junho de 1971 e o mais recente em 13 de maio de 2021, a U.S. 65 Expressway Pedestrian Bridge.